# جيمس إل. ماكفيرسون
جيمس إل. ماكفيرسون هو سياسي كندي، ولد في 29 مارس 1881، وتوفي في 3 يناير 1951 بريلي في كندا. حزبياً، نشط في حزب الائتمان الاجتماعي في ألبرتا ‏. وقد انتخب عضو الجمعية التشريعية ألبرتا.